# Carlos Pavón
Carlos Alberto Plummer Pavón (El Progreso, 9 oktober 1973) is een Hondurees gewezen voetballer. Hij speelde voornamelijk in Honduras en Mexico, maar kende ook periodes in Europa bij Real Valladolid, Udinese en Napoli. Nadien ging hij aan de slag als trainer, allereerst bij Marathón, de ploeg waar zijn vader in de jaren 70 speelde.
Pavón is in eigen land vooral bekend als speler van Real España, de club waar hij door de jaren heen meer dan 200 wedstrijden voor speelde en waar hij zijn loopbaan in 2013 afsloot. Hij kwam jarenlang uit voor het Hondurees voetbalelftal en speelde meer dan 100 interlands. Hierin maakte hij 57 doelpunten, meer dan ieder ander.

## Biografie
Pavón brak in zijn geboorteland door bij Real España en een jaar na zijn debuut bij deze ploeg debuteerde hij in het nationale elftal. In 1996 werd hij een half jaar verhuurd aan het Spaanse Real Valladolid, maar hier kwam hij niet verder dan twee basisplaatsen en wat invalbeurten. Hij besloot na de verhuurperiode zijn geboorteland Honduras te verlaten en aan de slag te gaan in Mexico, waar hij tussen 1996 en 2001 voor vier verschillende clubs zou spelen.
In 2000 won Pavón met Morelia voor het eerst de Apertura. Hij sloeg vervolgens een contractverlenging af om zijn geluk te gaan beproeven in de Italiaanse Serie A bij Udinese. In de seizoensopener tegen Torino (2-2) was Pavón gelijk trefzeker. Na een half seizoen stapte hij over naar tweedeklasser Napoli in de hoop om meer aan spelen toe te komen. Dit was niet het geval waarop hij in 2003 besloot terug te keren naar Real España.
In juni 2007 tekende de Hondurees bij Los Angeles Galaxy uit de Major League Soccer. Hij scoorde op 18 augustus twee doelpunten tegen New York Red Bulls, in een wedstrijd die vooral in het teken stond van het basisdebuut van David Beckham bij LA Galaxy. De 66.000 aanwezigen zorgden voor een recordaantal toeschouwers in het Giants Stadium. Ondanks de twee treffers van Pavón verloor LA Galaxy in een knotsgekke wedstrijd met 5-4. Aan het einde van het seizoen nam hij afscheid van de Verenigde Staten en ging hij weer bij Real España voetballen.
Na een kort uitstapje bij het Mexicaanse Necaxa begon Pavón in 2009 aan zijn vijfde periode bij Real España. In oktober van dat jaar kwalificeerde het Hondurees voetbalelftal zich mede dankzij Pavón voor het eerst in achtentwintig jaar voor een WK. In de bepalende kwalificatiewedstrijd, tegen El Salvador (1-0), kopte hij het winnende doelpunt binnen. Nadat hij ondanks fysieke pijn aan het WK in Zuid-Afrika had deelgenomen, werd ontdekt dat Pavón een hernia had. In december 2010 maakte hij bekend te stoppen als voetballer. Nadien werd hij trainer in eigen land.

## Trivia
- In 2009 werd Pavón door gebruikers van de website IFFHS verkozen tot 's werelds populairste actieve voetballer van dat jaar. Hij had ruim honderdduizend stemmen meer dan de nummer twee, Arda Turan.[5]